# Lakeport, California
Lakeport (cunoscut anterior ca Forbestown, Rocky Point, Stony Point și Tuckertown) este un oraș încorporat și sediul comitatului Lake. Lakeport se găsește pe țărmul vestic al lacului Clear, la o altitudine de 413 m deasupra nivelului mării.  Populația totală era de 4.753 de locuitori, conform Census 2010, o ușoară scădere față de datele din anul 2000, care enumera 4,820 de locuitori.